# Neoconocephalus pipulus
Neoconocephalus pipulus is een rechtvleugelig insect uit de familie sabelsprinkhanen (Tettigoniidae). De wetenschappelijke naam van deze soort is voor het eerst geldig gepubliceerd in 1983 door Walker & Greenfield.